# Anilios yirrikalae
Espèce
Synonymes
- Ramphotyphlops yirrikalae Kinghorn, 1942
- Austrotyphlops yirrikalae (Kinghorn, 1942)

Anilios yirrikalae est une espèce de serpents de la famille des Typhlopidae. 

## Répartition
Cette espèce est endémique du Territoire du Nord en Australie.

## Description
L'holotype d'Anilios yirrikalae mesure 182 mm et dont le diamètre au milieu du corps est d'environ 3 mm.

## Étymologie
Son nom d'espèce lui a été donné en référence au lieu de sa découverte, Yirrkala, dans les environs de la baie Caledon.

## Publication originale
- Kinghorn, 1942 : Herpetological Notes No. 4. Records of the Australian Museum, vol. 21, no 2, p. 118-121 (texte intégral).